# 기갑척탄병사단 그로스도이칠란트
기갑척탄병사단 그로스도이칠란트(독일어: Panzer-Grenadier-Division „Großdeutschland” 판처그레나디어디비지온 그로스도이칠란트[*])는 제2차 세계 대전 동부전선에서 활동한 독일 육군 엘리트 부대이다.
1920년대 근위의장대로 창설되어 1930년대에 연대 규모로 확장되었다. 그 뒤 재차 확장되어 1942년 보병사단 그로스도이칠란트로 명명되었고, 대규모 재편이 이루어진 뒤인 1943년 5월 기갑척탄병사단으로 개칭되었다. 1944년 11월 그로스도이칠란트 사단을 유지시키면서 동시에 예하 부대들을 사단급으로 확장시킨 뒤 전체 조직은 기갑군단 그로스도이칠란트로 재편하였다.